# Área tegmental ventral

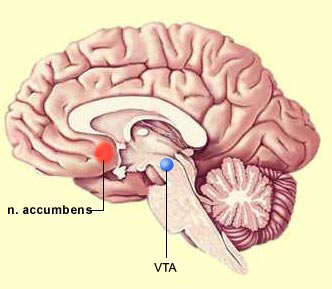
Localização da área tegmental ventral (ATV) no ponto azul, e núcleo accumbens (ponto vermelho)

A área tegmental ventral (ATV) (do latim tegmentum, cobertura) ou tegmento mesencefálico é um agrupamento de cerca de 450.000 corpos de neurônios localizados no centro do mesencéfalo (parte superior do tronco encefálico). É uma das partes mais centrais do encéfalo e pode ser facilmente identificada por ser mais escura que as áreas próximas. É um dos principais centros dopaminérgicos, sendo o início do circuito de busca e recompensa. Assim, é importante na cognição, motivação, prazer e paixão.

## Vias
Os neurônios do ATV, junto com a substância nigra são a origem das vias dopaminérgicas mesocorticais, associada ao núcleo accumbens e ao córtex pré-frontal e a via mesolímbica, associada com o sistema límbico.

## Neurotransmissores
Apesar da maioria serem dopaminérgicos, também existem neurônios produtores de GABA e glutamato que regulam sua liberação de dopamina.

## Funções
O prazer é importante para motivar os animais a comer, beber, dormir, se reproduzir, cuidar dos filhos, socializar e lutar. Assim, atua como reforço positivo de atividades relacionadas a sobrevivências.

## Patologias
Sua estimulação excessiva está associada a toxicodependência de substâncias e compulsões, a emoções intensas, ao amor e a vários transtornos psicóticos, como esquizofrenia.